# Filipijnse bonte waaierstaart
De Filipijnse bonte waaierstaart (Rhipidura nigritorquis) is een zangvogel uit de familie  Rhipiduridae (waaierstaarten). Het is een endemische vogelsoort van de Filipijnen. Eerder werd deze vogel beschouwd als een ondersoort van de Maleise bonte waaierstaart (Rhipidura javanica).

## Kenmerken
De Filipijnse bonte waaierstaart lijkt sterk op de Maleise bonte waaierstaart. De rug is niet zo donker, maar asgrijs; de keel en de borst zijn wit en de borstband is smaller.

## Voorkomen en leefgebied
Deze vogel komt wijdverspreid voor in de Filipijnen. De habitat van de vogel bestaat uit een groot aantal soorten bos en struikgewas, voornamelijk in laagland zoals bamboebos, secundair bos, parken, plantages en zelfs open gebieden zoals stranden.

## Status
De grootte van de populatie is niet gekwantificeerd maar de soort wordt omschreven als algemeen tot zeer algemeen. Op de Rode lijst van de IUCN heeft deze soort de status niet bedreigd.